# Église Saint-Vaast d'Armentières
Pour les articles homonymes, voir église Saint-Vaast.
L'église Saint-Vaast est une église catholique située à Armentières, en France.

## Histoire
Cette église est dédiée à saint Vaast, connu comme étant un des grands évangélisateurs des Flandres ; lors de sa fondation, elle constitue une possession de l'abbaye Saint-Vaast d'Arras.
Construite au IXe siècle, elle est plusieurs fois détruite. Utilisée comme grange à foin à la Révolution, elle est rendue au culte en 1825. L'église existante au moment du déclenchement de la Première Guerre mondiale, de style gothique, est achevée en 1864, Louis Dutouquet étant son architecte : son œuvre est gravement endommagée à plusieurs reprises en 1917 et 1918.
En 1899, l'architecte Paul Vilain y construit une tribune en béton armé (système Hennebique), permettant de recevoir un orgue de la Maison Cavaillé-Coll.

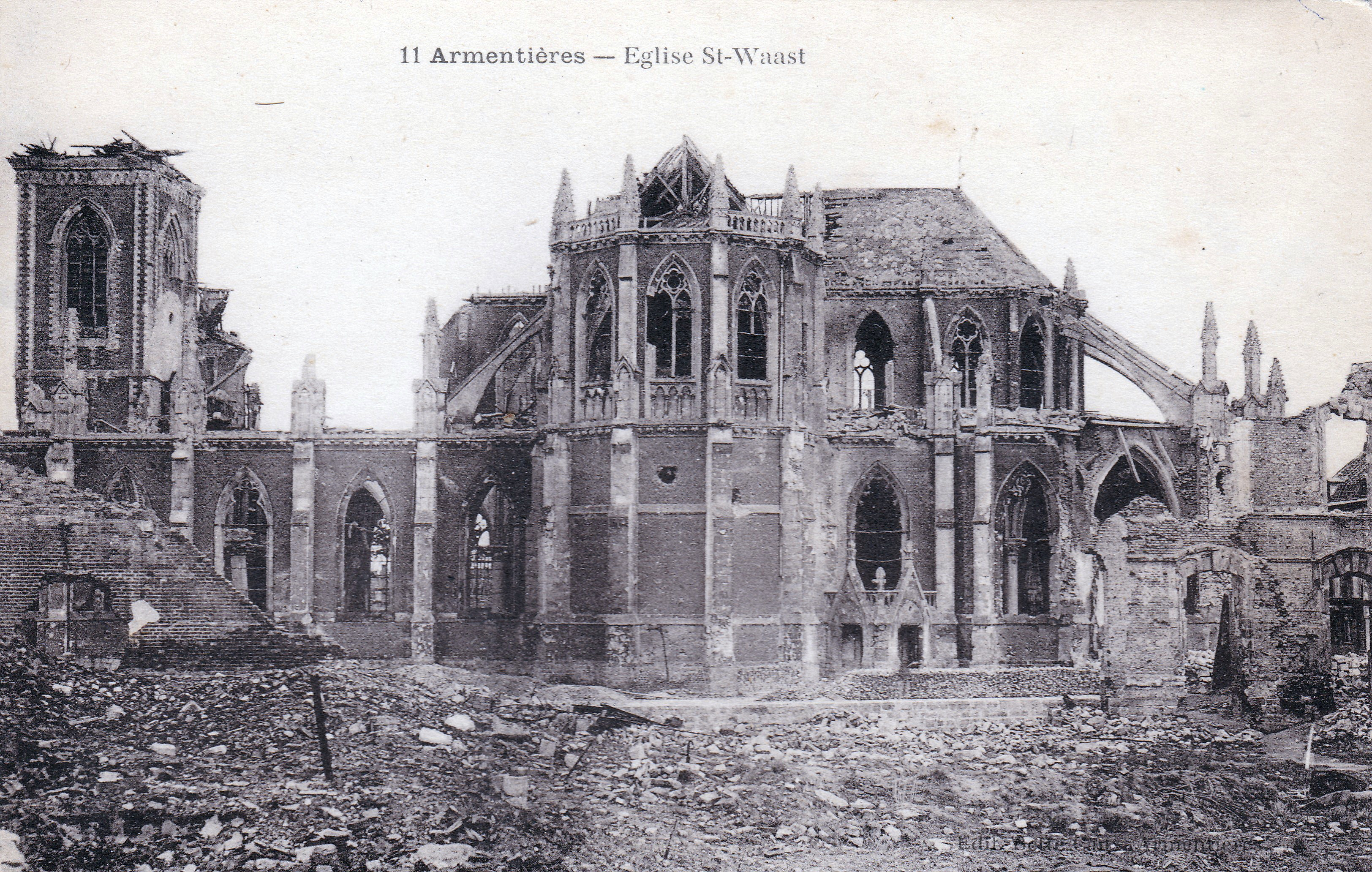
L'église Saint-Vaast après la Première Guerre mondiale - 1919.
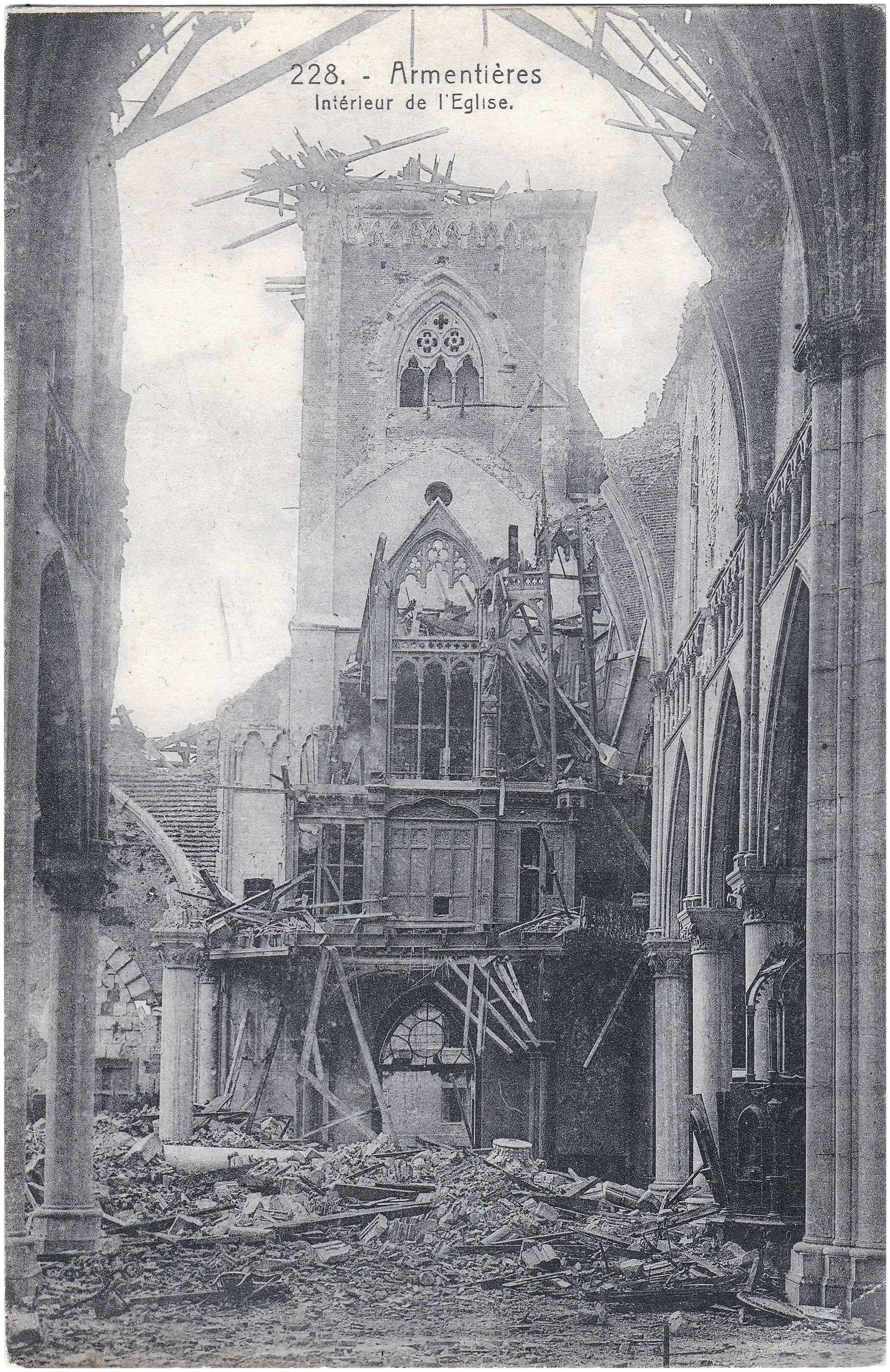
Les restes de la tribune.

## Architecture
À partir de 1937, la reconstruction intervient selon les plans de Louis Marie Cordonnier dans une architecture régionaliste gothique, ou de style néo-flamand qu'apprécie cet architecte et qu'il décline également pour l'église Saint-Vaast de Béthune.
L'église, d'une longueur de quatre-vingt mètres, possède un clocher culminant à une hauteur de 83 m ; construite en brique et en pierre, elle fait ainsi référence aux églises gothiques flamandes du même matériau. L'intérieur, tout comme ceux des églises Saint-Vaast à Béthune et Saint-Pierre à Merville, peut surprendre tout visiteur qui entre pour la première fois et non habitué à une telle vision de briques et de pierres dans un édifice religieux d'une taille qui apparaît impressionnante.

## Décoration
«Saint François d'Assise recevant les stigmates», «Sainte famille», un «Christ en croix» «le Couronnement d'épines» , «Moïse et le serpent d'airain», «Descente de Croix», «Sainte Famille dite Sainte Famille au chêne», «Rencontre de saint Benoît et de Totila roi des goths» sont des tableaux préservés par l'abbé Peulemeule et les soldats anglais le 26 février 1918 inscrits à titre objets monuments historiques depuis 1973.

## Cloches

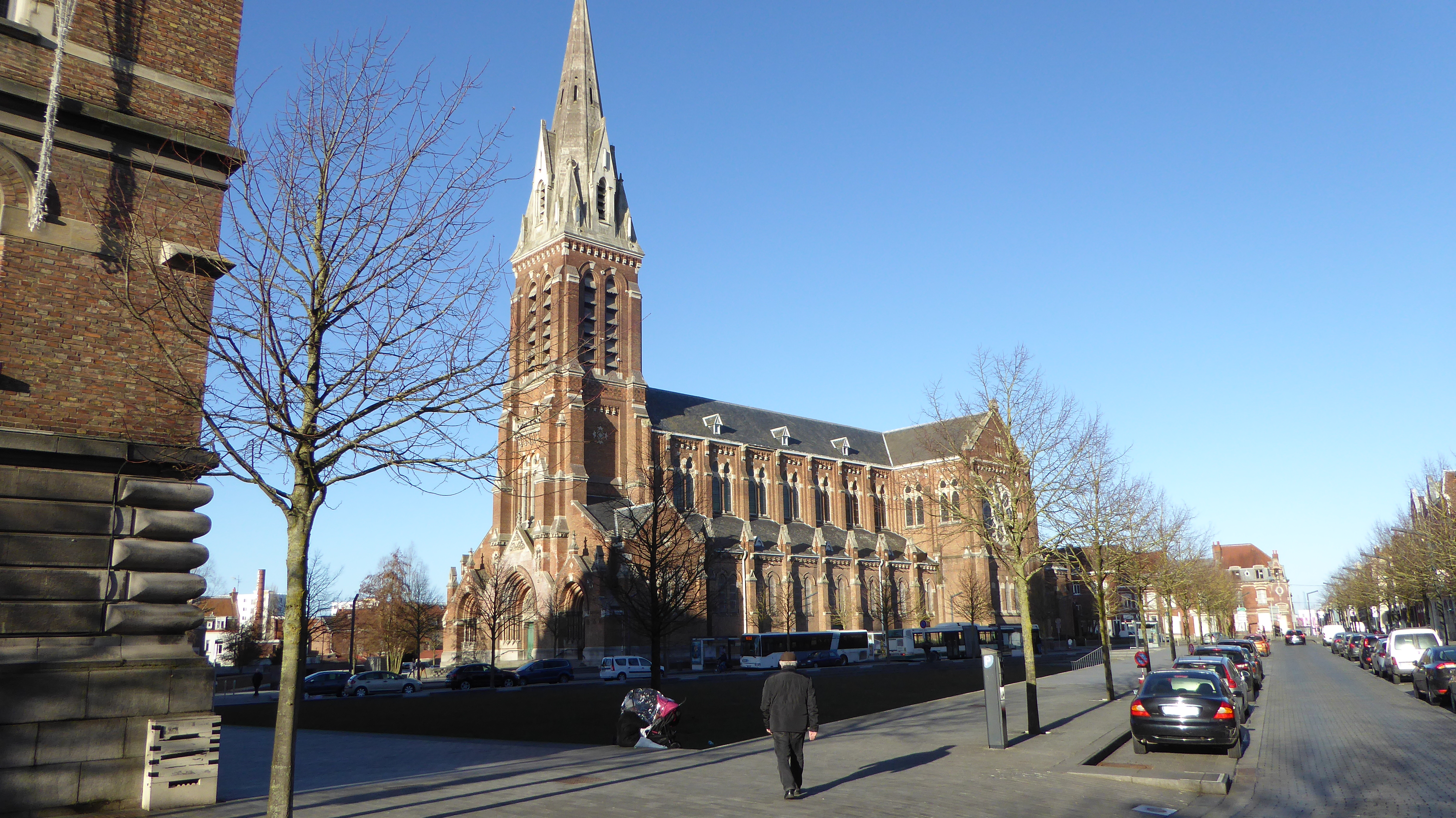

Le troisième niveau du clocher-porche abrite la chambre des cloches; le clocher pèse 3 700 tonnes.
Le baptême des cinq cloches a lieu le 16 mars 1930. Elles sont pour l'occasion parées de dentelles. Le mois suivant, juste avant Pâques, les cloches battent pour la première fois.
Claire Louise Philomène pèse 550 kg ;

Marie Thérèse Céline Bernadette pèse 950 kg;

Madeleine Françoise Paule Marguerite pèse 1 500 kg;

Jeanne Marie Camille pèse 2 500 kg et

le bourdon Gaston Charles Louis Désiré accuse une masse de 5 198 kg.
La fonderie Causard est le créateur de ces cloches.

## Vitraux

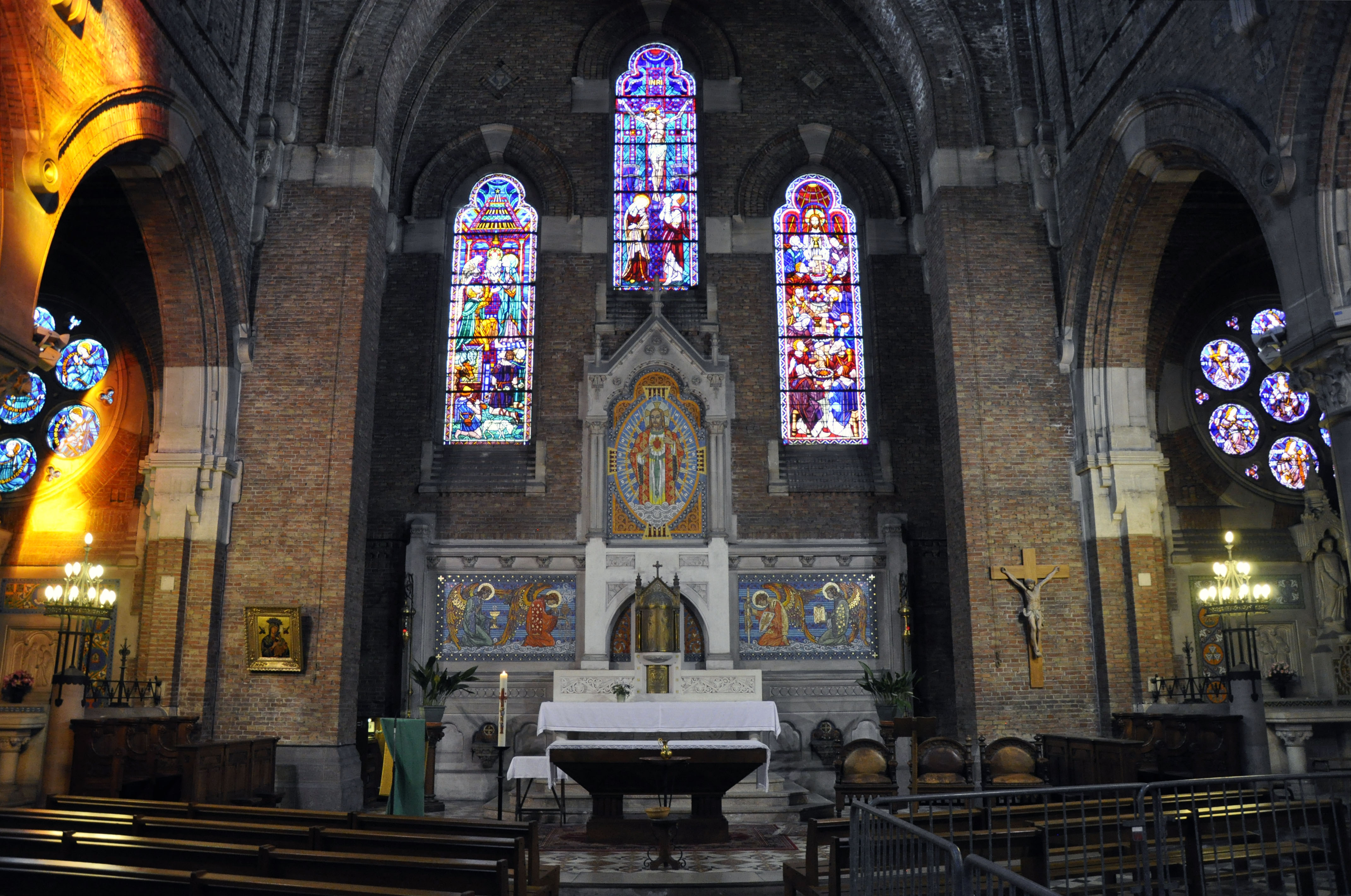